# Yamaha YZ
La Yamaha YZ è una categoria di motocicletta con motore a due tempi della casa motociclistica Yamaha Motor presentata nel 1974 con la 125, 250 e 400, questa moto è stata prodotta in varie cilindrate (80-85, 125, 250 cm³ e 360-400-465-490).
Questa serie è stata accompagnata a partire dal 1998 dalla Yamaha YZ-F che si contraddistingue per il motore a quattro tempi.

## 80-85
Fu introdotta nel 1976 con la cilindrata 80 e le misure 49x42, poi modificate nel 1982 a 47x45,5 cambiando ulteriormente misure nel 1984 diventando 48x45,5 , tale moto si convertì a 85 nel 2002, tramite l'aumento della corsa, diventando 48,5x47 (cilindrata complessiva 82,3).

## 125

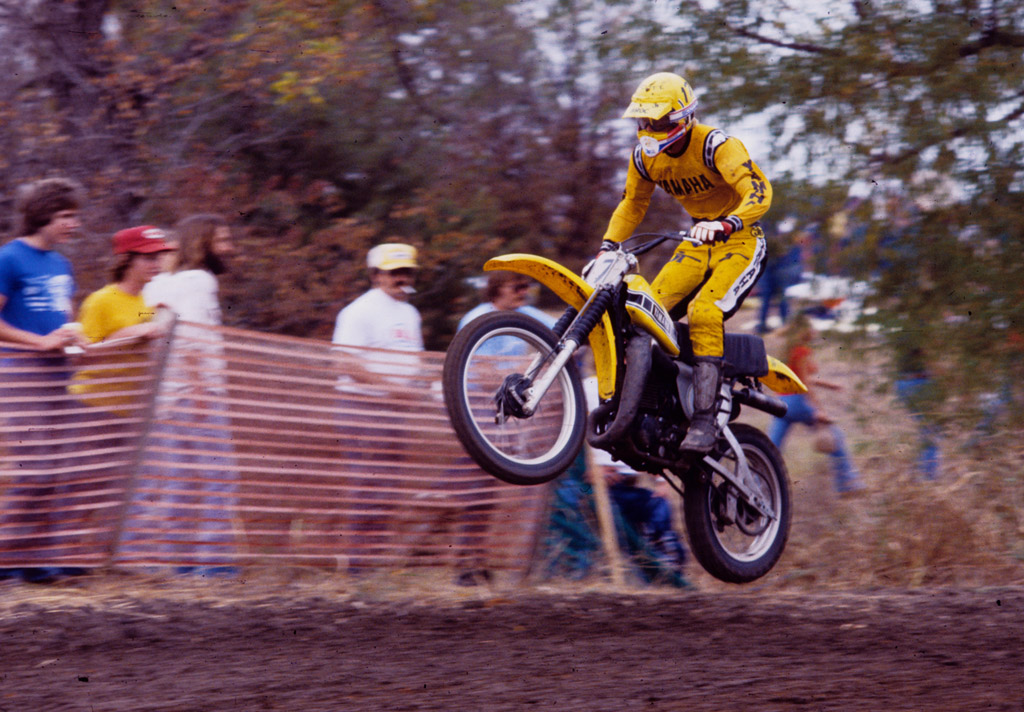
Yamaha YZ 125 1977

Si trattava di una moto destinata alle competizioni del motocross a partire dal 1974, il propulsore era un motore a due tempi raffreddato ad aria.
Nel 1976 si passa da un sistema Doublecross a cantilever, nel 1982 si passa al Monocross a leveraggi, modificato l'anno successivo, con il concentramento dei leveraggi nel forcellone,
Nel 1981 viene utilizzato il sistema di raffreddamento a liquido,
Nel 1982 introduce il sistema allo scarico YPVS (Yamaha Power Valve System),
Nel 1986 si passa da un sistema frenante a tamburo integrale a disco anteriore, mentre nel 1988 si passa al sistema a disco integrale,
Nel 1989 viene montata una nuova forcella a steli rovesciati,
Nel 1990 c'è il passaggio dal motore 56x50 a 56x50,6, cambiando ulteriormente nel 1994 diventando 54x54,5.
Nel 2005 si passa dal telaio a tubi d'acciaio al telaio in alluminio, viene rivisto il sistema di controllo della valvola allo scarico e molte altre parti.
Nel 2006 viene rivista la camera di combustione.

## 250

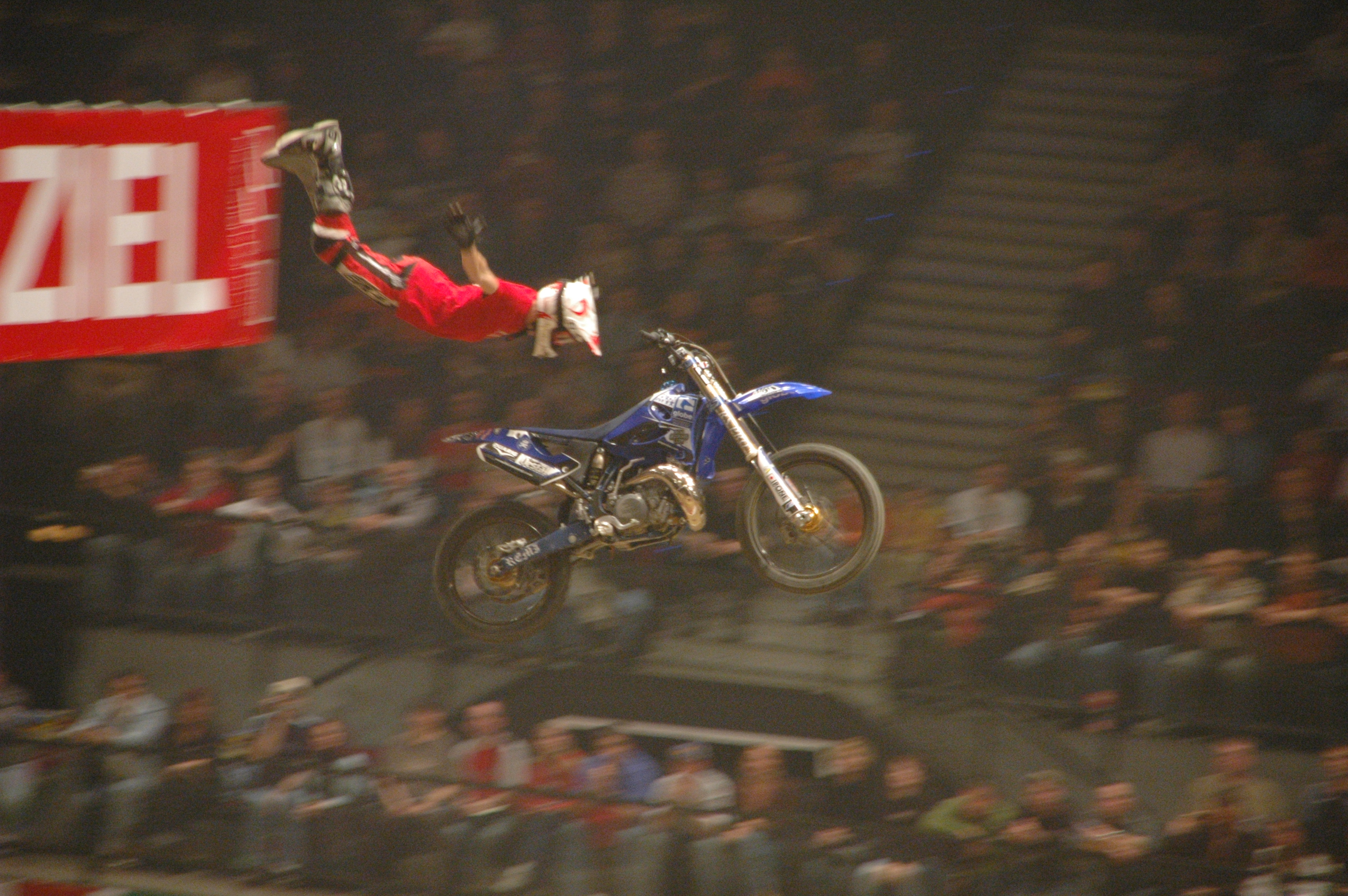
Yamaha YZ 250 2006

Si trattava di una moto destinata alle competizioni del motocross a partire dal 1974, il propulsore era un motore a due tempi raffreddato ad aria.
Nel 1975 si passa da un sistema Doublecross a cantilever, nel 1982 si passa al Monocross a leveraggi, modificato l'anno successivo, con il concentramento dei leveraggi nel forcellone,
Nel 1981 viene utilizzato il sistema di raffreddamento a liquido,
Nel 1982 introduce il sistema allo scarico YPVS (Yamaha Power Valve System),
Nel 1983 c'è il passaggio dal motore 70x64 a 68x68, cambiando ulteriormente nel 1999 diventando 66,4x72,
Nel 1985 si passa da un sistema frenante a tamburo integrale a disco anteriore, mentre nel 1988 si passa al sistema a disco integrale,
Nel 1989 viene montata una nuova forcella a steli rovesciati.
Nel 2005 si passa dal telaio a tubi d'acciaio al telaio in alluminio

## 360-400-465-490
Fu introdotta nel 1974 con la cilindrata 360 con il raffreddamento ad aria, nel 1976 viene portata a 400, nel 1980 viene portata a 465, nel 1983 viene portata a 490 prodotta fino al 1988
Nel 1975 si passa dal sistema doblecross al sistema cantilever, nel 1982 il sistema cambia ulteriormente diventando monocross a leveraggi e l'anno successivo viene rivisto il sistema dei leveraggi,
Nel 1984 l'espansione viene fatta passare al lato destro della moto,
Nel 1985 si passa dall'impianto frenante a tamburo integrale a un freno a disco anteriore con il tamburo posteriore.